# Auppegard

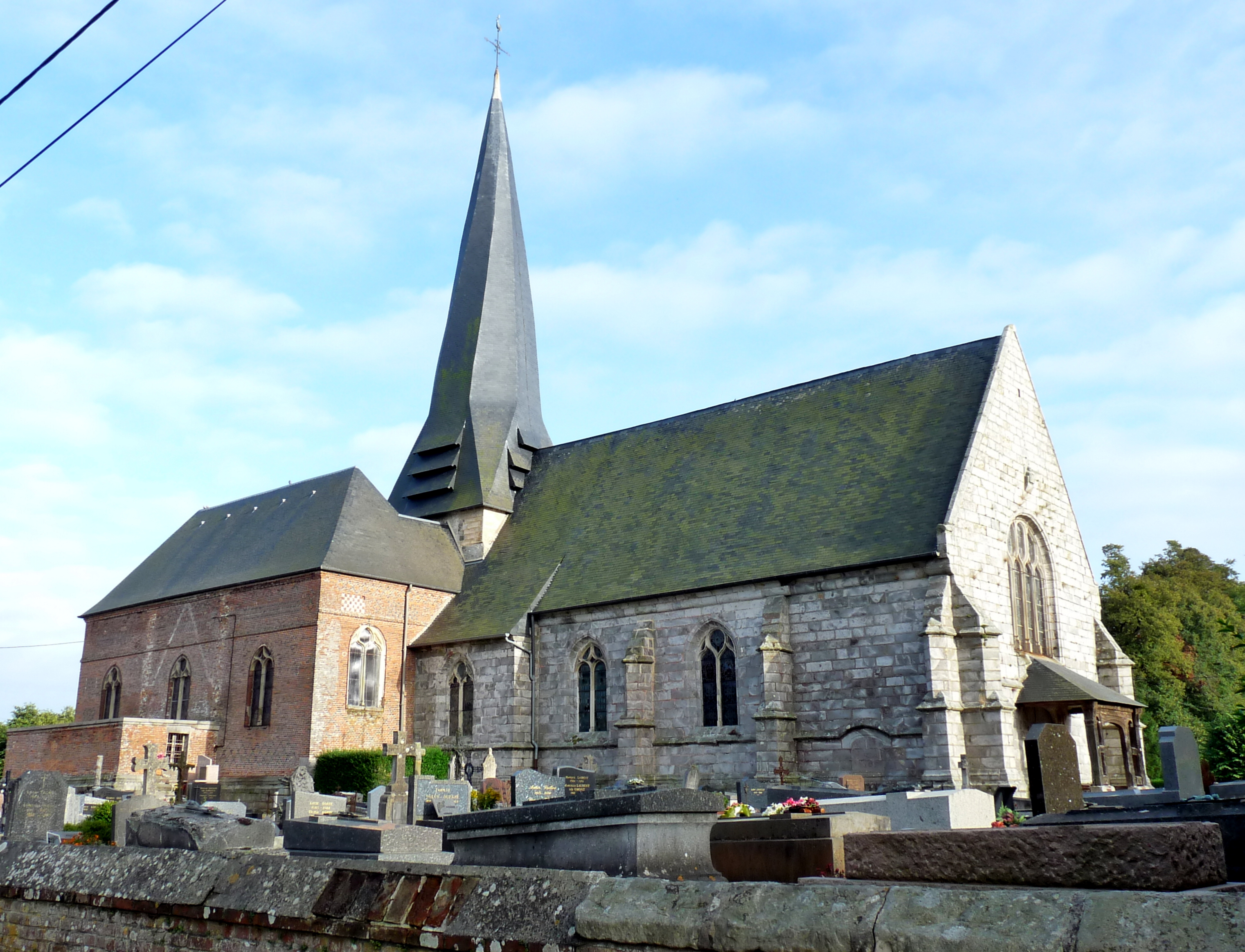
Kerk

Auppegard is een gemeente in het Franse departement Seine-Maritime (regio Normandië) en telt 633 inwoners (2004). De plaats maakt deel uit van het arrondissement Dieppe.

## Geografie
De oppervlakte van Auppegard bedraagt 7,3 km², de bevolkingsdichtheid is 86,7 inwoners per km².
De onderstaande kaart toont de ligging van Auppegard met de belangrijkste infrastructuur en aangrenzende gemeenten.

## Demografie
Onderstaande figuur toont het verloop van het inwonertal (bron: INSEE-tellingen).